# Піхотна вулиця (Київ)
Піхо́тна ву́лиця — вулиця в Подільському районі міста Києва, місцевість Біличе поле. Пролягає від Білицької вулиці до кінця забудови.

## Історія
Вулиця виникла у середині XX століття під назвою Нова. Сучасна назва — з 1955 року.